# Dicolonus nigricentrus
Dicolonus nigricentrus är en tvåvingeart som beskrevs av Adisoemarto och Wood 1975. Dicolonus nigricentrus ingår i släktet Dicolonus och familjen rovflugor. Inga underarter finns listade i Catalogue of Life.